# Valeriana maipoana
Valeriana maipoana är en kaprifolväxtart som beskrevs av Pierfelice Ravenna. Valeriana maipoana ingår i släktet vänderötter, och familjen kaprifolväxter. Inga underarter finns listade i Catalogue of Life.